# دیرک درشر
دیرک درشر (انگلیسی: Dirk Drescher؛ زادهٔ ۲۸ فوریهٔ ۱۹۶۸) بازیکن فوتبال اهل آلمان است.
از باشگاه‌هایی که در آن بازی کرده‌است می‌توان به باشگاه فوتبال بوخوم اشاره کرد.